# كأس فرنسا 1975–76
كأس فرنسا 1975–76 (بالفرنسية: Coupe de France de football 1975-1976) هو الموسم 59 من كأس فرنسا. أشرف على تنظيمه اتحاد فرنسا لكرة القدم، وفاز فيه أولمبيك مارسيليا.